# Černá
Černá (deutsch Cerna, auch Tscherna) ist eine Gemeinde mit 326 Einwohnern (2006) in Tschechien. Sie liegt 14 km nordwestlich von Velké Meziříčí im Krischanauer Bergland (Křižanovská vrchovina) und gehört zum Okres Žďár nad Sázavou. Die Katasterfläche beträgt 1045 ha.

## Geographie
Černá befindet sich in 523 m ü. M. in der Talmulde des Křivý potok um den Teich Mlýnský rybník. Östlich erhebt sich der Dědkovská hora (694 m). Durch den Ort führt die Staatsstraße 348 zwischen Měřín und Polná.
Nachbarorte sind Chroustov im Norden, Kyjov im Nordosten, Milíkov im Osten, Dědkov und Blízkov im Südosten, Měřín im Süden, Meziříčko im Südwesten, Jersín im Westen sowie Arnolec im Nordwesten.

## Geschichte
Das Dorf entstand im 15. Jahrhundert auf Ländereien des Klosters Trebitsch, die erste urkundliche Erwähnung datiert von 1464. Černá war eines der Dörfer, für die der Flecken Měřínden Verwaltungssitz bildete. 1556 erhielt Vratislav von Pernštejn den Ort als Lehen und ein Jahr später kauften die Chroustenský z Malovar das Dorf Černá.
Am Ende des 16. Jahrhunderts ließ Jan Rafael Chroustenský das Renaissanceschloss errichten, das von wehrhaften Mauern umgeben während des Dreißigjährigen Krieges als eine Feste bezeichnet wurde. Nach der Schlacht am Weißen Berg war der Besitz der Chroustenský konfisziert worden und neuer Besitzer von Czerna wurde Rambold XIII. von Collalto. Während der Herrschaft der Grafen Collalto entstand die dem Hl. Antonius von Padua geweihte Schlosskapelle.
Die Familie Collalto machte das Schloss zu ihrem Sitz. Die Herrschaft Deutsch Rudoletz wurde angeschlossen und vom Schloss Czerna aus verwaltet. Zu dieser Zeit umfasste die Herrschaft Czerna die Flecken Wollein und Bochdalau sowie die Dörfer Bliskau, Czerna, Diedkau (Dědkov), Chlumek, Jersein, Milikov, Chroustow, Kyjow, Deutsch Rudoletz, Arnoldsdorf, Nadejow, Stay und Shorsch.
Das Schlossgelände mit dem herrschaftlichen Teich bildete den Mittelpunkt des Ortes, an dem sich noch eine Böttcherei, Schmiede und Mühle befanden. 1585 wurde noch eine herrschaftliche Brauerei, Mälzerei und Brennerei eingerichtet. Zum Schlossgut gehörten noch eine zweite Mühle, eine Ziegelei, eine Försterei und eine Flachsdarre.
Nach der Ablösung der Patrimonialherrschaften wurde Czerna 1850 zur selbständigen Gemeinde. Nach der Gründung der Tschechoslowakei erfolgte die Verstaatlichung der Herrschaft Czerna, im Besitz der Familie Collalto blieb einzig das Schloss Czerna. Nach 1945 wurden die Collalto enteignet. 1980 verlor Černá seine Selbstständigkeit und wurde nach Měřín eingemeindet. Seit 1990 bildet der Ort wieder eine eigene Gemeinde.
1989 ging das Schloss nach Restitutionsforderung in Privatbesitz zurück und wurde seitdem rekonstruiert. Die Schlosskapelle wurde entweiht und aufgehoben. Im Jahre 2001 begann der Neubau einer Kapelle auf dem Dorfplatz, die 2003 geweiht wurde.

## Sehenswürdigkeiten
- Schloss Černá, erbaut unter Jan Rafael Chroustenský im 16. Jahrhundert und im 18. Jahrhundert im Barockstil umgebaut
- Statue der Hl. Johannes von Nepomuk
- Kapelle des Hl. Antonius, 2001–2003 erbaut
- Kapelle in Milíkov

## Gemeindegliederung
Die Gemeinde Černá besteht aus den Ortsteilen Černá und Milíkov, die zugleich auch Katastralbezirke bilden.